# Institutul Clinic Fundeni

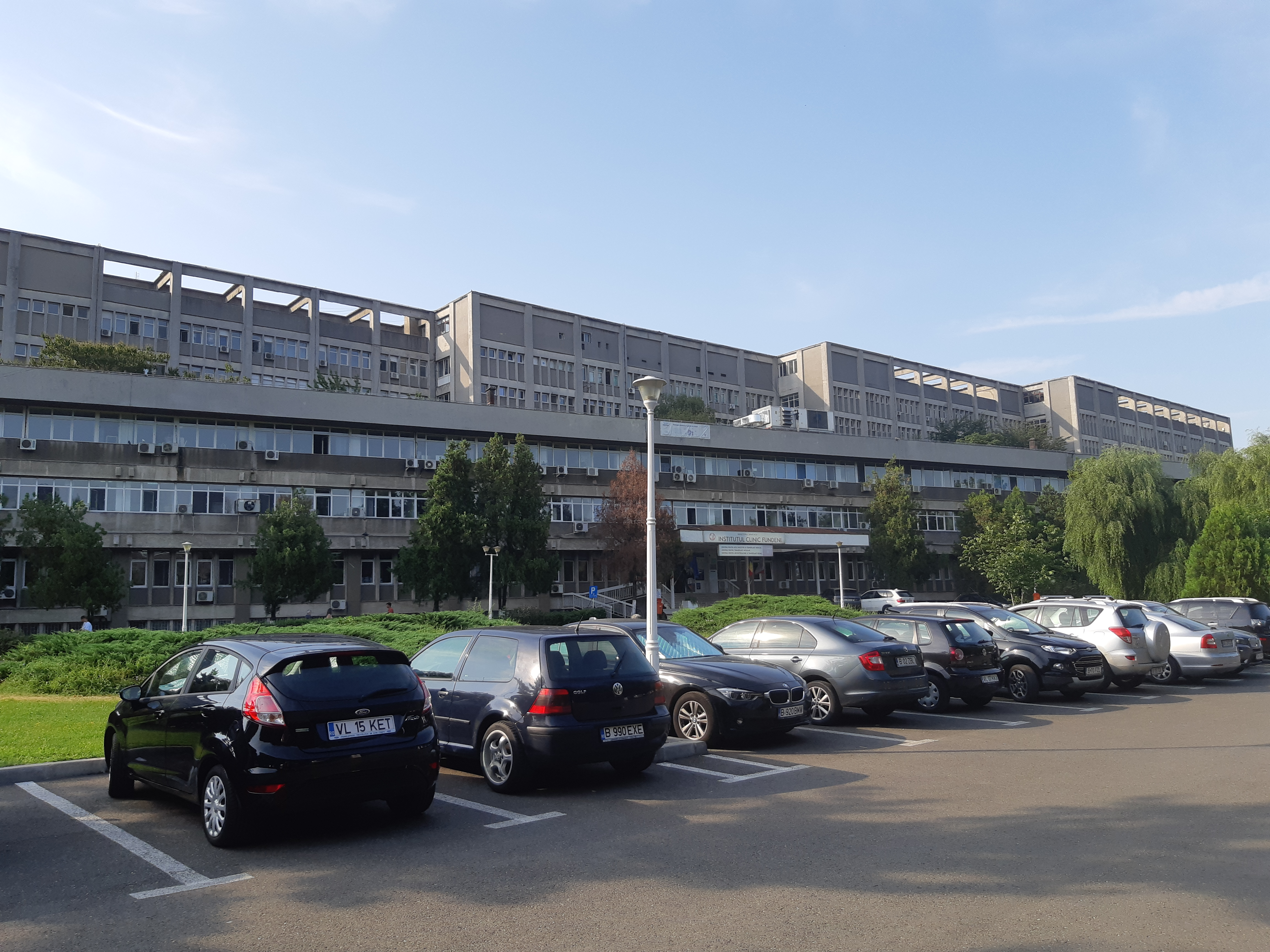
Institutul Clinic Fundeni - Pavilionul B

Institutul Clinic Fundeni este un spital din București, sectorul 2,t fondat în anul 1959. Institutul are o veche tradiție în patologia dificilă cardio-vasculară, hepatică, renală, digestivă, hematologică etc.
Multe din realizările Institutului Clinic Fundeni sunt, în același timp, rezultatul colaborării cu alte instituții medicale din România și din străinătate. Spiritul de colaborare este, de altfel, o caracteristică a institutului, căreia îi datorează în mare măsură rezultatele obținute.
În ultimii ani aici remarcabile au fost realizările în domeniului transplantului de ficat (singura unitate medicală din țară care efectuează această tehnică medicală) și transplantului renal (prima unitate medicală din țară care a aplicat această tehnică de tratament).
Anual în Institutul Clinic Fundeni se internează peste 70.000 de persoane, se efectuează peste 300.000 de consultații și 3.000.000 analize. Personalul Institutului este de cca. 1.300 de persoane dintre care peste 400 de medici, numărul de paturi cca. 1.300.
În mai 2012, la Institutul Clinic Fundeni a fost deschisă prima bancă de celule stem, care asigură condiții atât pentru procesarea, dar și pentru stocarea acestora.

## Centrul de Chirurgie Urologică, Dializă și Transplant Renal
Din 1959, Clinica de Urologie a fost condusă de eminente personalități.
Din 1959 – 1975 a fost condusă de către Prof. Dr. Doc. Gh. Olanescu, între 1975 – 1997 de către Prof. Dr. Doc. Eugeniu Gh. Proca, pentru ca din 1997 șeful Centrului de Chirurgie Urologică, Dializă și Transplant Renal să devină Dl. Prof. Dr. Ioanel Sinescu.
În România, primul transplant renal a fost realizat la Clinica de Chirurgie Urologică "Fundeni" de către profesorul Eugeniu Proca la data de 13 februarie 1980.
În cadrul Centrului de Chirurgie Urologică, Dializă și Transplant Renal „Fundeni”, în perioada 1997-2011, s-au realizat 1200 de transplanturi renale, din care 80% cu rinichi de la donatori în viață și 20% cu rinichi de la donatori în moarte cerebrală.
Din 1980 până în iunie 1997 s-au realizat 45 de transplante renale, iar din iunie 1997 până în decembrie 2001 s-au realizat 255 de transplante renale (din care 39 cu grefă de la donator în moarte cerebrală).

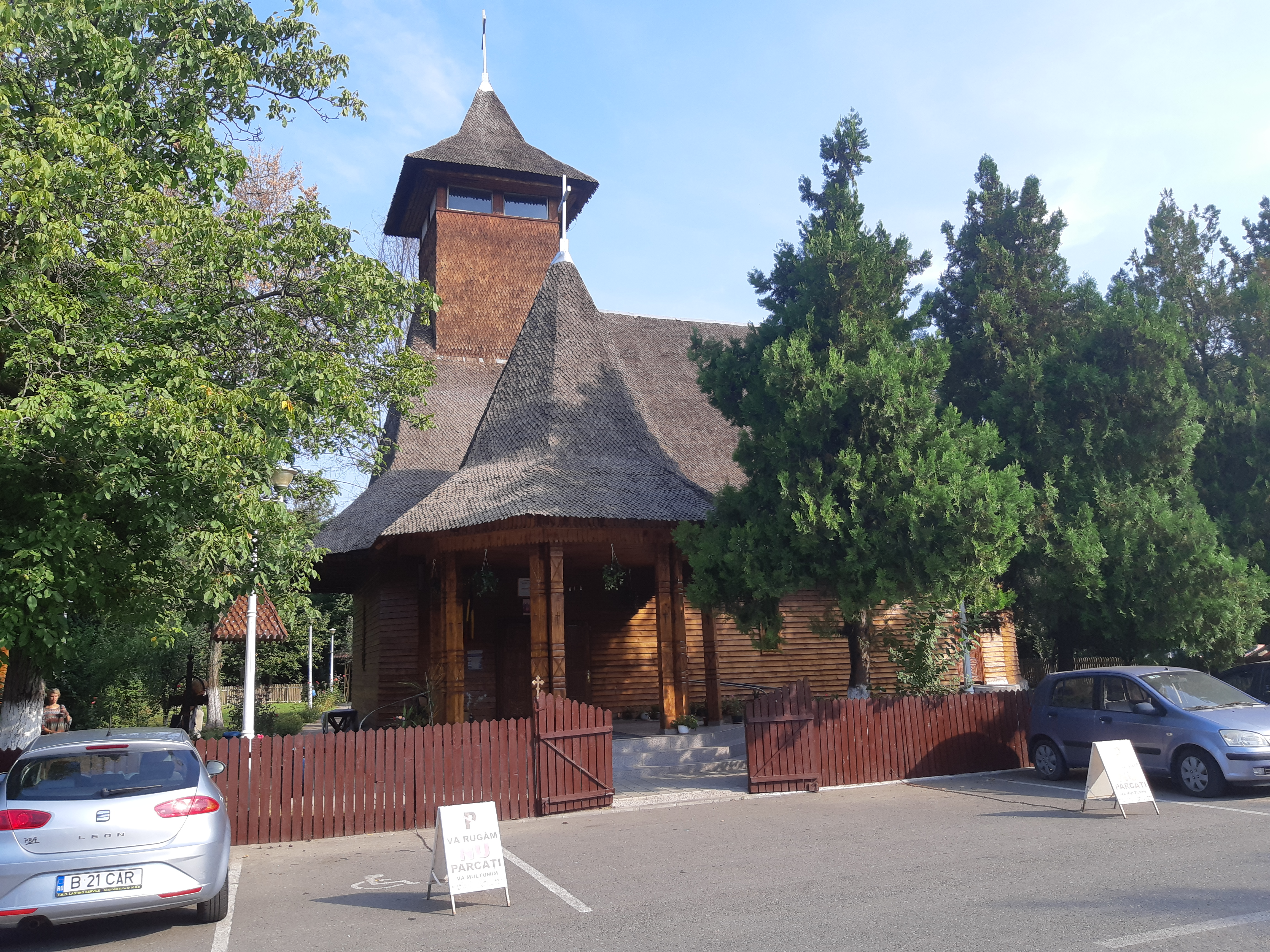
Biserica Sfinții Doctori Cosma și Damian - Institutul Clinic Fundeni
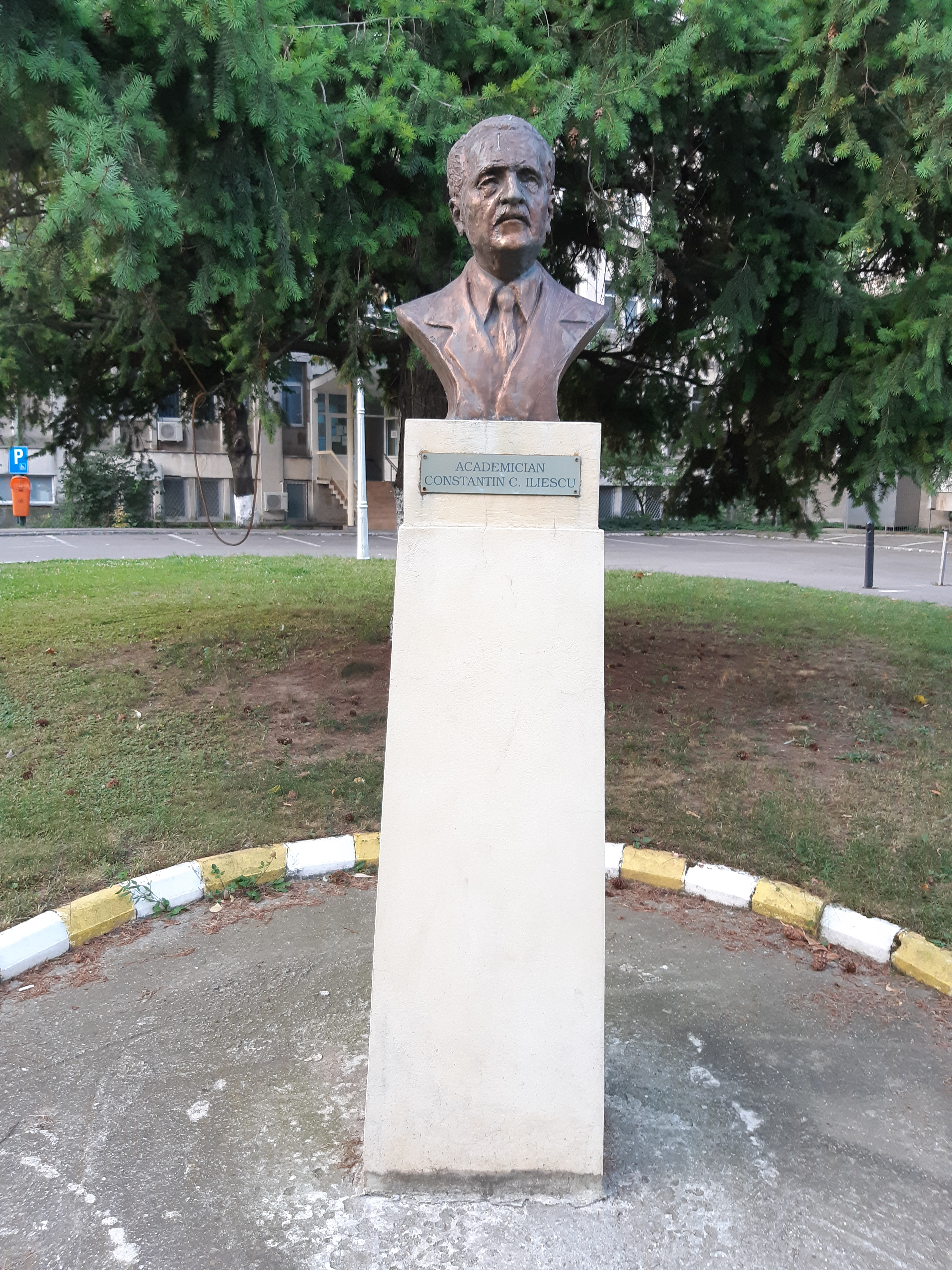
Academician Constantin C. Iliescu - bust (pav. B)
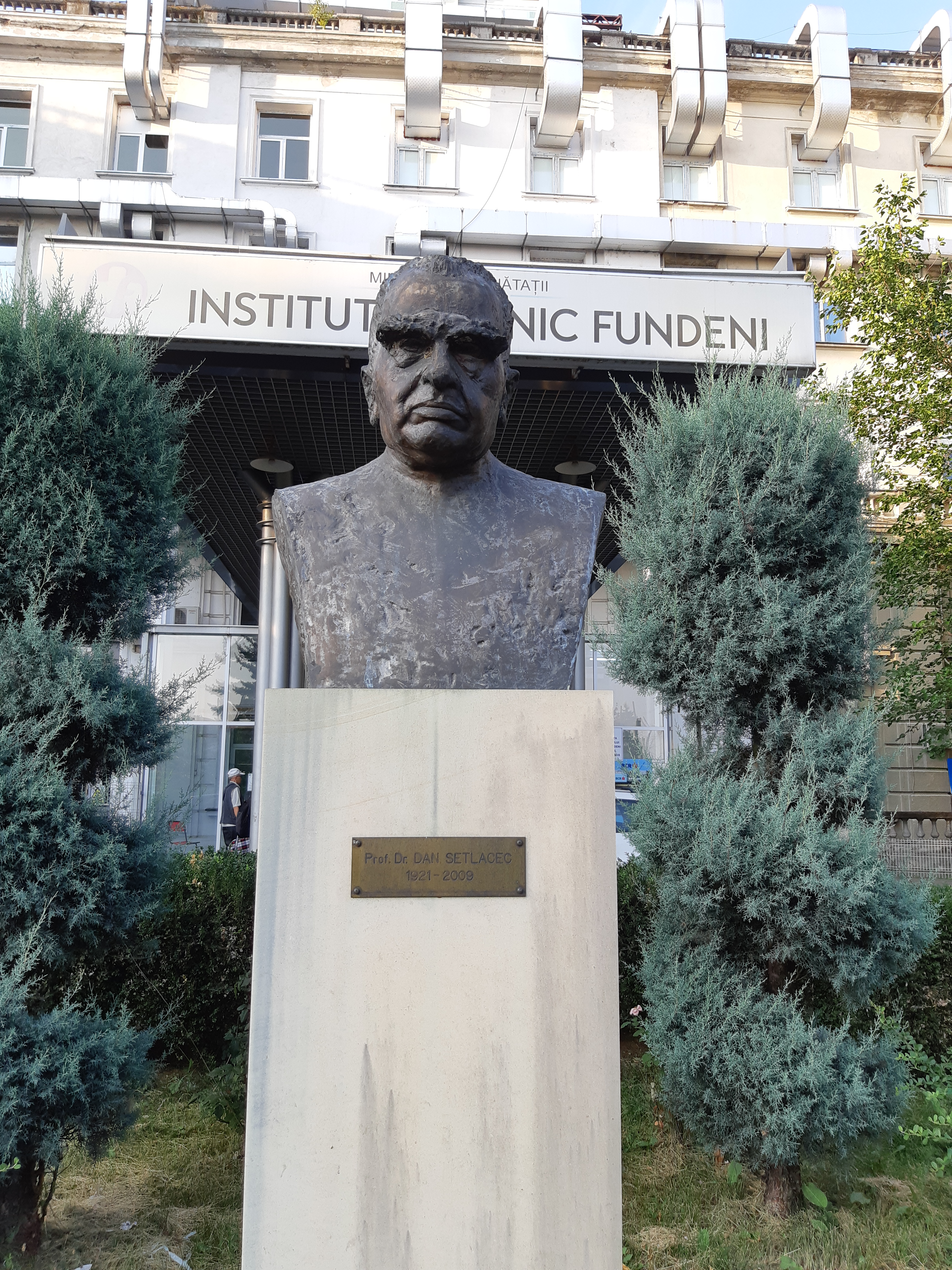
Prof. dr. Dan Setlacec - bust (în fața pavilionului A)